# Sukhurmashu
 (avril 2022).

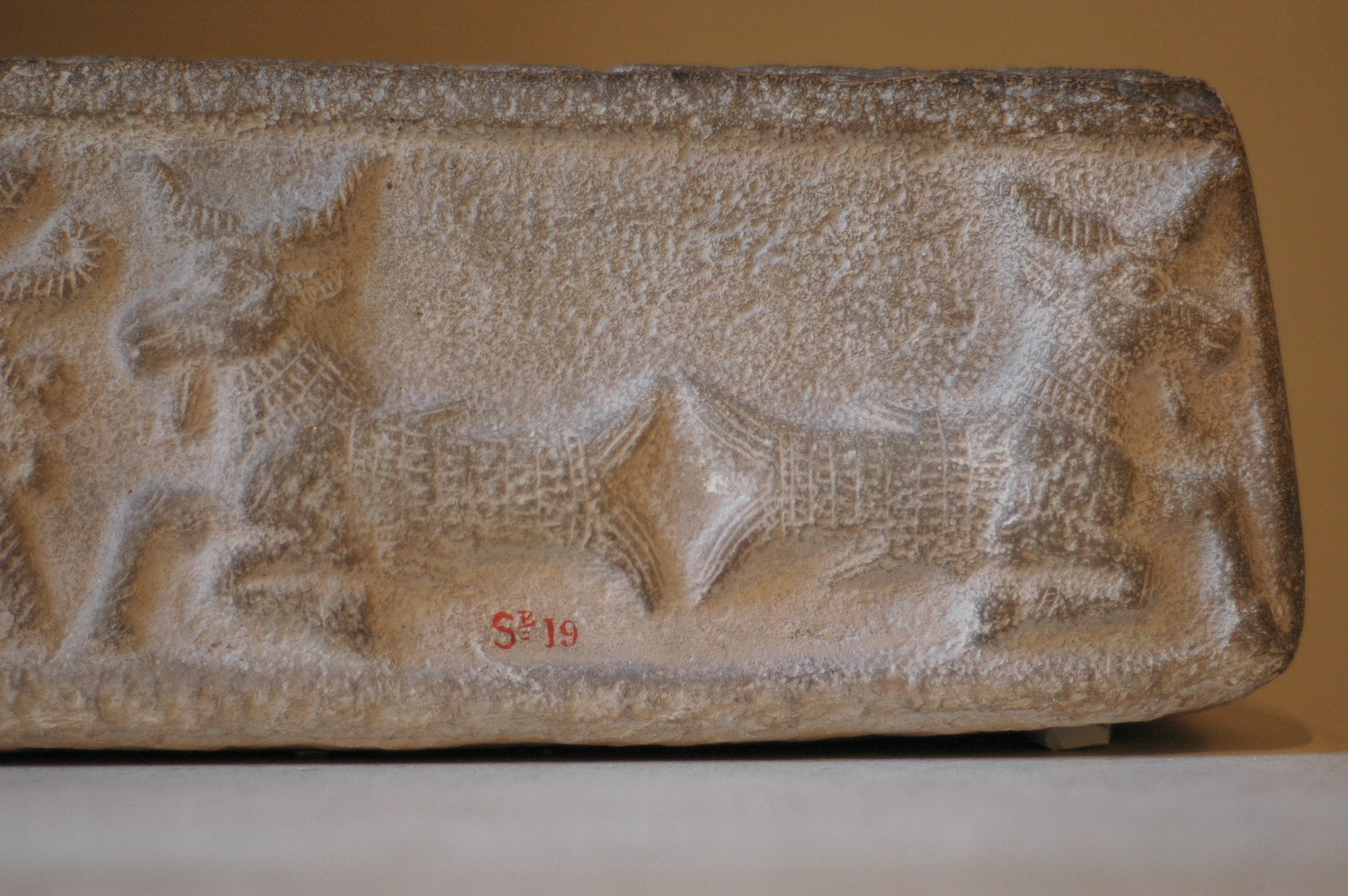
Poissons-chèvres, détail d'un bassin cultuel. Trouvé à Suse, période médio-elamite, musée du Louvre.

Sukhurmashu ou Suḫurmāšu est un animal fantastique de la Mésopotamie antique.
La partie supérieure de son corps est celle  d'un bouc et la partie inférieure est la queue d'un poisson. C'est donc l'antécédent du capricorne des civilisations occidentales et la constellation du capricorne ainsi que le signe du zodiaque lui sont déjà attribués.
Le sukhurmashu est l'animal-symbole du dieu Enki/Ea. Il est donc associé aux Eaux primordiales. Il a également une fonction de génie protecteur. Sa légende viendrait du Chamois (rupicabra capricornus), les sumériens ayant été étonnés de voir une "chèvre" capable de nager avec aisance pour traverser les lacs des montagnes, donnant ainsi naissance au mythe de la chèvre-poisson.